# Fortuna Düsseldorf
Maillots
Actualités
Le Düsseldorfer Turn- und Sportverein Fortuna 1895, plus communément appelé Fortuna Düsseldorf, est un club de football allemand fondé le 5 mai 1895 et basé à Düsseldorf. Évoluant au Rheinstadion jusqu'en 2002, il dispose aujourd'hui d'un stade moderne de 54 600 places, la Merkur Spiel-Arena. 
Le club de Düsseldorf dispute la 2. Bundesliga, la deuxième division allemande de football, après avoir été relégué de Bundesliga en 2013. Par le passé, il a remporté un titre de champion d'Allemagne en 1933 et deux coupes d'Allemagne, en 1979 et 1980.
Cependant, son parcours sportif est des plus irréguliers, atteignant la finale de la Coupe des vainqueurs de coupe en 1979, mais évoluant aussi fréquemment à l'étage inférieur. Le Fortuna Düsseldorf a même manqué de disparaître dans les profondeurs du football allemand, étant sauvé de la faillite par ses supporters et, en premier lieu, par le groupe de punk-rock Die Toten Hosen, qui est même devenu le sponsor maillot de l'équipe de 2001 à 2003.

## Repères historiques

### Dates clés
- 1944 : fusion avec le Düsseldorfer SC 1899 en Kriegs SG Düsseldorf
- 1945 : fermeture du club et refondation sous le nom de Düsseldorfer TSV Fortuna
- 1966 : 1re participation à la Bundesliga 1 (saison 1966/1967)
- 1973 : 1re participation à une Coupe d'Europe (C3, saison 1973/1974)

### Les prémices du Fortuna (1895-1919)
Le 5 mai 1895, un premier club de football voit le jour, dans le quartier populaire et ouvrier de Flingern à Düsseldorf, sous le nom de Turnverein Flingern 1895. Le 1er mai 1908, un deuxième club est créé à Düsseldorf dans ce même quartier, le Düsseldorfer Fußballklub Spielverein, puis en mai 1911, un troisième sous le nom de Fußballklub Alemania 1911. En 1912, les fondateurs du Fußballklub Alemania 1911 décident de renommer leur club Fußballklub Fortuna 1911 en référence à une charrette qu'ils ont vu passer et qui appartient à une boulangerie voisine du nom de Fortuna. En 1913, ce club fusionne avec le Düsseldorfer Fußballklub Spielverein pour créer le Düsseldorfer Fußballclub Fortuna 1911. Le 15 novembre 1919, le Düsseldorfer Turn- und Sportverein Fortuna 1895 naît de la fusion du Düsseldorfer Fußballclub Fortuna 1911 et du Turnverein Flingern 1895. C'est ce nom que porte toujours le club actuel, appelé plus communément Fortuna Düsseldorf, bien que le club ait changé de nom durant la Seconde Guerre mondiale.

### Les premiers succès du Fortuna (1919-1944)
Si le Fortuna Düsseldorf dispute sa première saison dans la Westdeutscher Spielverband (fédération de football d'Allemagne occidentale) en 1913-1914, ce n'est que dans les années 1920 que le club se structure petit à petit et obtient ses premiers succès. Le 7 août 1926, il est officiellement inscrit au registre des associations allemandes. En 1927, le Fortuna remporte son premier titre de Bezirksmeister (champion de district) du district de Berg-Mark, se qualifiant ainsi pour le championnat régional d'Allemagne occidentale. Grâce à sa troisième place régionale et à sa victoire 2-1 après prolongation dans le match d'appui face au champion des deuxièmes, le TuRU Düsseldorf, le Fortuna Düsseldorf est qualifié pour la première fois à la Verbandsliga, le championnat national, où il échoue dès le premier tour face au Hambourg SV (1-4).
En 1929, le Fortuna remporte son deuxième titre de Bezirksmeister du district de Berg-Mark et, comme deux années plus tôt, termine à la troisième place du championnat régional d'Allemagne occidentale. Comme en 1927, le Fortuna passe l'épreuve du barrage face au champion des deuxièmes avec succès (victoire 1-0 face au Schwarz-Weiß Essen). Malheureusement, pour sa deuxième qualification en Verbandsliga, l'histoire se répète encore et le Fortuna est éliminé dès le premier tour, face au futur champion d'Allemagne, le SpVgg Greuther Fürth (défaite 1-5). En 1931, le Fortuna Düsseldorf remporte son troisième titre de Bezirksmeister du district de Berg-Mark. Dans la foulée, le 3 mai 1931, le club remporte également le championnat d'Allemagne occidentale pour la première fois de son histoire. Il est donc qualifié pour la troisième fois en Verbandsliga. Comme lors de ses deux précédentes qualifications et malgré un score plus serré, le Fortuna s'incline dès le premier tour face à l'Eintracht Francfort (défaite 2-3 après prolongation).
Il faut attendre 1933 pour voir le club de la Düssel faire mieux. Le Fortuna remporte le titre de champion du district de Berg-Mark, puis s'incline en finale du championnat d'Allemagne occidentale face à Schalke 04 (0-1). Mais les joueurs de Düsseldorf prennent leur revanche face à leurs rivaux régionaux de Gelsenkirchen en remportant le championnat d'Allemagne grâce à une victoire 3-0 en finale face à Schalke 04. C'est le premier grand titre de l'histoire du Fortuna Düsseldorf et c'est également la première fois qu'un club de la fédération de football d'Allemagne occidentale remporte le championnat national.

### Retour éphémère en Bundesliga (2012-2013)
Le Fortuna Düsseldorf termine la saison 2011-2012 de 2. Bundesliga à la troisième position, synonyme de barrage de promotion face au 16e de Bundesliga, le Hertha Berlin.
Le 10 mai 2012, lors du match aller à l'Olympiastadion de Berlin, le Fortuna s'impose par deux buts à un. Le 15 mai 2012, le match retour se déroule à l'Esprit arena de Düsseldorf. Alors que le Fortuna et le Herta Berlin sont dos à dos deux buts partout, les supporters locaux envahissent le terrain durant le temps additionnel du match, provoquant la polémique autour de cette rencontre, bien que le match ait pu aller jusqu'à sa fin. Après une enquête de la DFB et un appel du Hertha Berlin, le Fortuna Düsseldorf est déclaré vainqueur de la double confrontation (quatre buts à trois sur l'ensemble des deux matches) et le Hertha Berlin est relégué en 2. Bundesliga.
Après 15 ans d'absence, le Fortuna Düsseldorf retrouve donc la Bundesliga lors de la saison 2012-2013. Le 18 mai 2013, à la suite d'une défaite par trois buts à zéro face au Hanovre 96 lors de la dernière journée de la saison 2012-2013 de Bundesliga, le Fortuna est relégué en 2. Bundesliga, un an seulement après l'avoir quittée.

## Palmarès et statistiques

### Compétitions nationales et internationales
| Compétitions internationales | Compétitions internationales |
| --- | --- |
| - Coupe d'Europe des vainqueurs de coupe (0) - Finaliste : 1979 | |
| Compétitions nationales | Compétitions régionales |
| - Bundesliga (1) - Champion : 1933 - Troisième : 1973, 1974 - 2. Bundesliga (2) - Champion : 1989, 2018 - Troisième : 1995, 2012, 2023 - 3. Liga (0) - Vice-champion : 2009 - DFB-Pokal (2) - Vainqueur : 1979, 1980 - Finaliste : 1937, 1957, 1958, 1962, 1978 | - Regionalliga West (0) - Champion : 1966 - Vice-champion : 1971 - 2. Liga West (0) - Vice-champion : 1950, 1961 - Oberliga Nordrhein (1) - Champion : 1994 - Vice-champion : 2004 - Westdeutsche Meisterschaft (1) - Champion : 1931 - Vice-champion : 1933 - Berg-Mark-Bezirksmeisterschat (3) - Champion : 1927, 1929, 1931, 1933 |

### Coupes d'Europe

#### Bilan
| Compétition                        | Participations | Meilleure performance | Dernière participation | J  | G | N | P | Bp | Bc | Diff. |
| ---------------------------------- | -------------- | --------------------- | ---------------------- | -- | - | - | - | -- | -- | ----- |
| Coupe des vainqueurs de coupe (C2) | 3              | Finale                | 1981                   | 17 | 6 | 6 | 5 | 28 | 19 | +9    |
| Coupe UEFA (C3)                    | 2              | 8e de finale          | 1975                   | 12 | 5 | 2 | 5 | 17 | 17 | 0     |

#### Coupe des vainqueurs de coupe 1978-1979
Le 15 avril 1978, le Fortuna Düsseldorf s'incline en finale de la DFB-Pokal face au 1. FC Cologne. Malgré la défaite, le Fortuna est qualifié pour la Coupe des vainqueurs de coupe (C2) grâce au titre du 1. FC Cologne en Bundesliga. Son parcours lors de cette compétition constitue la meilleure performance du club dans une compétition européenne.
| Tour            | Date              | Pays | Club                     | Score | Club                     | Pays | Cum.  | Qual.              |
| --------------- | ----------------- | ---- | ------------------------ | ----- | ------------------------ | ---- | ----- | ------------------ |
| 1er Tour        | 13 septembre 1978 |      | FC Universitatea Craiova | 3-4   | Fortuna Düsseldorf       |      | 5-4   | Fortuna Düsseldorf |
| 1er Tour        | 27 septembre 1978 |      | Fortuna Düsseldorf       | 1-1   | FC Universitatea Craiova |      | 5-4   | Fortuna Düsseldorf |
| 8e de finale    | 18 octobre 1978   |      | Fortuna Düsseldorf       | 3-0   | Aberdeen Football Club   |      | 3-2   | Fortuna Düsseldorf |
| 8e de finale    | 1er novembre 1978 |      | Aberdeen Football Club   | 2-0   | Fortuna Düsseldorf       |      | 3-2   | Fortuna Düsseldorf |
| Quart de finale | 7 mars 1978       |      | Fortuna Düsseldorf       | 0-0   | Servette FC              |      | 1-1E  | Fortuna Düsseldorf |
| Quart de finale | 21 mars 1978      |      | Servette FC              | 1-1   | Fortuna Düsseldorf       |      | 1-1E  | Fortuna Düsseldorf |
| Demi-finale     | 11 avril 1978     |      | Fortuna Düsseldorf       | 3-1   | FC Baník Ostrava         |      | 4-3   | Fortuna Düsseldorf |
| Demi-finale     | 25 avril 1978     |      | FC Baník Ostrava         | 2-1   | Fortuna Düsseldorf       |      | 4-3   | Fortuna Düsseldorf |
| Finale          | 16 mai 1978       |      | FC Barcelone             | 4-3   | Fortuna Düsseldorf       |      | 3-4ap | FC Barcelone       |

## Joueurs et personnalités du club

### Entraîneurs
- Heinz Körner (1931-34)
- Karl Flink (1934-35)
- Karl Höger (1935-37)
- Karl Flink (1937-38)
- Heinz Körner (1939-41)
- Georg Hochgesang (1946-48)
- Karl Flink (1948)
- Theo Breuer (1949)
- Paul Janes (1949-51)
- Heinz Körner (1951-53)
- Kuno Klötzer (1953-57)
- Hermann Lindemann (1957-60)
- Theo Breuer (1960)
- Fritz Pliska (1960-62)
- Derwall (1962-63)
- Klötzer (1963-67)
- Melchior (1967)
- Oles (1967-68)
- Knefler (1968-70)
- Lucas (1970-75)
- Krafft (1975)
- Piontek (1975-76)
- Krafft (1976)
- Weise (1976-78)
- Tippenhauer (1978-79)
- Rehhagel (1979-80)
- Höher (1980-81)
- Berger (1981-82)
- Kremer (1982-85)
- Brei (1985-87)
- Meyer (1987)
- Ristić (1987-90)
- Hickersberger (1990-91)
- Schafstall (1991-92)
- Gede (1992)
- Köppel (1992)
- Ristić (1992-96)
- Wojtowicz (1996-97)
- Maslo (1997-98)
- Marić (1998)
- Allofs (1998-99)
- Neururer (1999)
- Gelsdorf (1999-2000)
- Kamp (2000)
- Ristić (2000-01)
- Fuchs (2001)
- Kamp (2001-02)
- Emmerling (2002)
- Petrović (2002-03)
- Weidemann (2003)
- Morales (2003-04)
- Weidemann (2004-07)
- Werner (2007)
- Meier (2008-2013)
- Büskens (2013)
- Reck (intérim) (2013)
- Köstner (2014)
- Reck (2014-2015)
- Aksoy (intérim) (2015)
- Kramer (2015)
- Hermann (intérim) (2015)
- Kurz (2015-2016)
- Funkel (2016-jan.2020)
- Rösler (jan.2020-jun2021)
- Preußer (jul.2021-feb.2022)
- Thioune (feb.2022-)

### Anciens joueurs
- Klaus Allofs
- Josef Hickersberger
- Paul Janes
- Erich Juskowiak
- Frank Mill
- Darko Pancev
- Uwe Rahn
- Edvin Murati

### Effectif professionnel actuel
En grisé, les sélections de joueurs internationaux chez les jeunes mais n'ayant jamais été appelés aux échelons supérieurs une fois l'âge-limite dépassé ou les joueurs ayant pris leur retraite internationale.